# 加布里埃爾·塔馬斯
加布里埃爾·塔馬斯（羅馬尼亞語：Gabriel Tamaș；1983年11月9日—）是一位羅馬尼亞足球運動員，在場上的位置是中後衛。他現在效力於羅馬尼亞足球甲級聯賽球隊禾倫達利。他也是羅馬尼亞國家足球隊的一員。